# Jean-Marc Ferreri
Jean-Marc Ferreri (* 26. prosinec 1962, Charlieu) je bývalý francouzský fotbalista. Nastupoval především na postu záložníka.
S francouzskou reprezentací vyhrál Mistrovství Evropy 1984, na šampionátu nastoupil ke dvěma zápasům. Bronzovou medaili si přivezl z mistrovství světa v Mexiku roku 1986. V národním týmu působil v letech 1982-1990 a odehrál 37 utkání, v nichž vstřelil 3 branky.
S Olympiquem Marseille vyhrál Ligu mistrů 1992/93. V sezóně 1987/88, jako hráč Girondins Bordeaux, se stal se čtyřmi brankami nejlepším střelcem tohoto ročníku Poháru mistrů.
Dvakrát se stal mistrem Francie, jednou s Bordeaux (1986/87), jednou s Marseille (1992/93). S Bordeaux získal i francouzský pohár (1986/87).